# Laelia extrema
Laelia extrema är en fjärilsart som beskrevs av Erich Martin Hering 1926. Laelia extrema ingår i släktet Laelia och familjen tofsspinnare. Inga underarter finns listade i Catalogue of Life.